# Katarina Krpež Šlezak
Katarina Krpež Šlezak (în sârbă Катарина Крпеж Шлезак, născută pe 2 mai 1988, în Sombor) este o handbalistă din Serbia, cu cetățenie sârbă și maghiară, care joacă pentru clubul românesc CSM Corona Brașov și echipa națională a Serbiei. Între 2022 și 2024 ea a evoluat pentru altă echipă românească SCM Craiova.
În 2020 Katarina Krpež Šlezak a devenit mamă.

## Palmares
Club
- Liga Campionilor:
  - Semifinalistă: 2013
  - Sfertfinalistă: 2021, 2022
  - Grupe principale: 2014
  - Calificări: 2011, 2012

- Cupa Cupelor:
  - Optimi de finală: 2012

- Cupa EHF:
  - Semifinalistă: 2015
  - Sfertfinalistă: 2010, 2016
  - Optimi de finală: 2011
  - Grupe: 2017
  - Turul 3: 2018, 2019

- Cupa Challenge:
  - Sfertfinalistă: 2009

- Campionatul Serbiei:
  -  Câștigătoare: 2011

- Cupa Serbiei:
  -  Câștigătoare: 2011

- Campionatul Macedoniei:
  -  Câștigătoare: 2012

- Cupa Macedoniei:
  -  Câștigătoare: 2012

- Campionatul Sloveniei:
  -  Câștigătoare: 2013, 2014, 2022

- Cupa Sloveniei:
  -  Câștigătoare: 2013, 2014, 2022

- Campionatul Ungariei:
  -  Medalie de bronz: 2015, 2016

- Cupa Ungariei:
  -  Finalistă: 2016, 2018
  -  Medalie de bronz: 2019

- Campionatul Rusiei:
  -  Medalie de argint: 2021

- Cupa Rusiei:
  -  Câștigătoare: 2021

- Supercupa Rusiei:
  -  Câștigătoare: 2020

Echipa națională
- Campionatul Mondial:
  -  Medalie de argint: 2013

- Jocurile Mediteraneene:
  -  Medalie de aur: 2013

## Performanțe individuale
- Cea mai bună marcatoare a Campionatului European, distincție acordată de Federația Europeană de Handbal: 2018;[10][11]